# Sollacaro
Sollacaro es una comuna y población de Francia, en la región de Córcega, departamento de Córcega del Sur.
Su población en el censo de 1999 era de 326 habitantes.

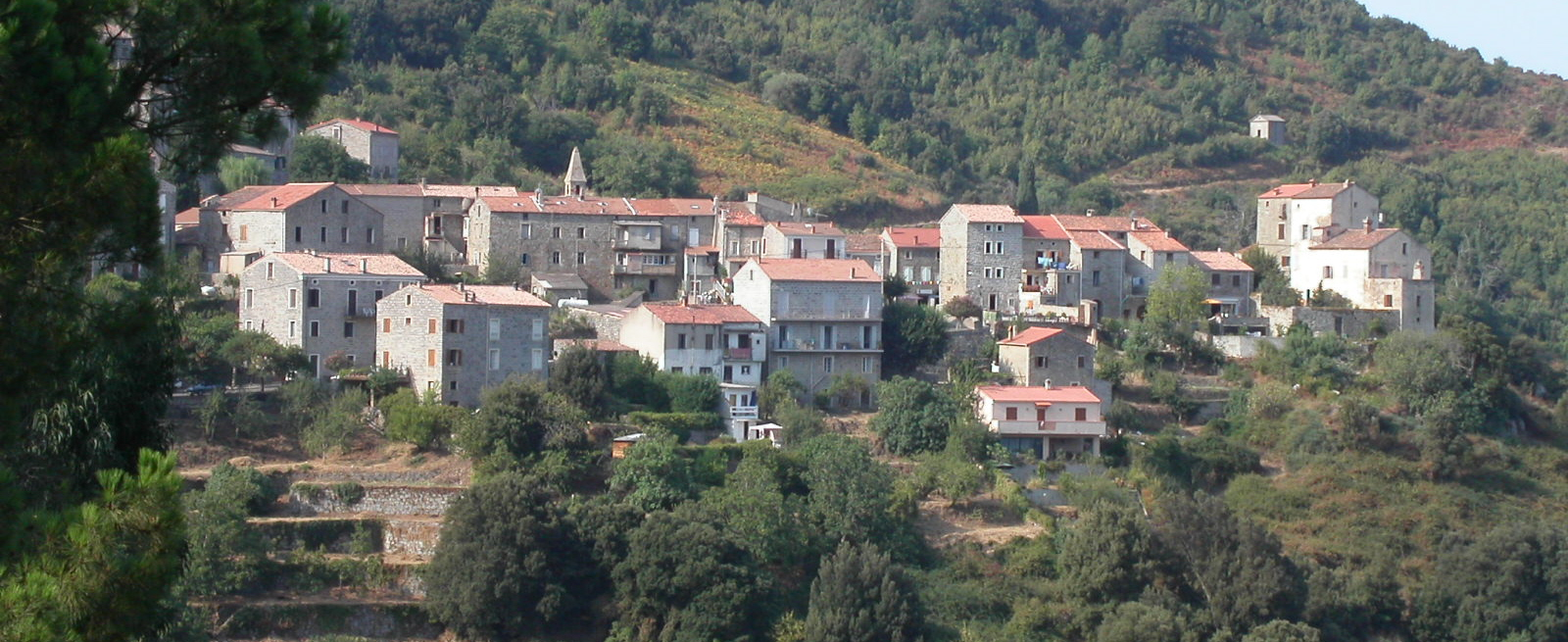

- Datos: Q1109550
- Multimedia: Sollacaro / Q1109550

1. ↑  Worldpostalcodes.org, código postal n.º 20140.
2. ↑  INSEE, Datos de población para el año 2012 de Sollacaro (en francés).